# Irina Arjípova
Irina Konstantínovna Arjípova (en ruso: Ирина Константиновна Архипова, transliterado al inglés como Arkhipova; 2 de enero de 1925, Moscú - 11 de febrero de 2010, Moscú) fue una mezzosoprano rusa considerada el máximo exponente del registro en Rusia durante la década de 1960, perteneció al grupo de cantantes que logró cantar fuera de la Unión Soviética, como la soprano Galina Vishnévskaya. 
Considerada la suprema mezzo rusa de su generación, tuvo una larga carrera y fue sucedida por Yelena Obraztsova en la década de 1970 y Olga Borodiná en los 90.

## Trayectoria
Nacida en Moscú, durante la Segunda Guerra Mundial la familia se mudó a Taskent huyendo del avance nazi. Al regresar, se graduó y trabajó como arquitecta pero luego se interesó por el canto. Graduada en 1953, ganó la competencia de Varsovia ese año. 
Entre 1954 y 1956 se perfeccionó en el Conservatorio de Moscú debutando con la Opera de Sverdlovsk.
Debutó en el Teatro Bolshói como Carmen en 1956 y en 1959 en funciones consagratorias junto a Mario del Mónaco, fue el Bolshói el centro de su carrera y donde cantó preferentemente durante décadas. 
Sus personajes favoritos fueron Marina en Borís Godunov, Eboli en Don Carlos, Charlotte en Werther, Marfa en Jovánschina y en La dama de picas, La novia del zar, Mazeppa y otras obras rusas. 
En 1959 fue la primera Helene en Guerra y Paz de Prokófiev en el Bolshói.
En 1960 comenzó a debutar en casa líricas fuera de la Unión Soviética, en Nápoles y La Scala, en 1972 en el Festival de Orange como Azucena, Amneris en San Francisco y en 1975 en Covent Garden como Azucena y luego Ulrica. 
En el Teatro Colón de Buenos Aires como Azucena en 1974 y Marina en Borís Godunov en 1975.
Como parte de la compañía del Bolshói en el Metropolitan Opera donde realizó su debut oficial como artista individual recién en 1997 como Filípievna en Eugenio Oneguin a los 72 años. 
Casada con el tenor Vladislav Piavkó.
En 1992 publicó su autobiografía: My Muses y estableció la Fundación que lleva su nombre.
Murió en Moscú el 11 de febrero de 2010 a los 85 años de edad por problemas de corazón.

## Discografía de referencia
- Músorgski: Boris Godunov / Melik-Pachaev
- Músorgski: Boris Godunov / Jaikin, Bolshoi Opera
- Músorgski: Jovánschina / Simonov
- Prokófiev: Aleksandr Nevski / Chailly, Cleveland Orchestra
- Prokófiev: Ivan The Terrible/ Muti
- Rimski-Kórsakov: Tsar's Bride / Mansurov
- Chaikovski: Eugene Onegin / Bychkov
- Chaikovski: Pique Dame / Gergiev, Kirov Opera
- Verdi: Requiem / Petrov
- Músorgski, Rimski-Kórsakov, Taneyev, Medtner - Canciones/ Irian
- Rajmáninov, Músorgski, Grechaninov - Música Sacra/ Polyanski
- Ave Maria - Irina Arjípova, Lusine Zakarián